# Uporni suženj
Uporni suženj je 2,15 m visok marmornat Michelangelov kip iz leta 1513. Zdaj je v pariškem Louvru.

## Zgodovina
Dva 'sužnja' Louvra datirata v drugo različico grobnice papeža Julija II., ki so jo maja 1513 naročili papeževi dediči Della Rovere. Čeprav so bili prvotni načrti za velikanski mavzolej razveljavljeni, je bilo delo še vedno monumentalno, s hodnikom, bogato okrašenim s kipi. Za delo je bil izbran Michelangelo. Med prvimi zaključenimi deli sta bila dva Prigiona (preimenovana v 'sužnja' šele v 19. stoletju), namenjena spodnjemu delu nagrobnega spomenika, poleg pilastrov, ki so uokvirjali niše z Zmagami. Njihov položaj so določale potrebe tega arhitekturnega spomenika, zato imajo spredaj velik učinek, vendar so bili stranski pogledi deležni manj pozornosti kot običajno.
Datacija obeh kipov potrjuje pismo Michelangela Marcellu dei Coviju, v katerem govori o ogledu Luce Signorellija v njegovi rimski hiši, medtem ko je delal na »figuri marmorja, visoki štiri komolce, ki ima roke za hrbtom«.
Vsi Prigioni, ustvarjeni v umetnikovem ateljeju, so bili izločeni iz spomenika v njegovi končni različici, dokončani leta 1542. Leta 1546 je Michelangelo dve deli v Louvru podaril Robertu Strozziju za njegovo velikodušno gostoljubje v njegovi rimski hiši med Michelangelovimi obdobji bolezni julija 1544 in junija 1546. Ko je bil Strozzi aprila 1550 izgnan v Lyon zaradi nasprotovanja Cosimu I. de' Medici, je poslal dva kipa naprej. Aprila 1578 so bili na ogled v dveh nišah na dvorišču gradu konstabla Montmorencyja pri Écouenu blizu Pariza.
Leta 1632 jih je Henrik II. de Montmorency prodal kardinalu Richelieuju, ta pa jih je poslal v svoj dvorec v Poitou, kjer jih je na svojih potovanjih videl Gian Lorenzo Bernini, ki je zanje naredil ilustracije.
Leta 1749 jih je vojvoda Richelieu odpeljal v Pariz in postavil v Pavillon de Hanovre. Bila sta skrita leta 1793, ko pa jih je vdova zadnjega maršala Richelieuja poskušala dati v prodajo, sta postala last vlade in se pridružila zbirki, ki je zdaj v Louvru.

## Opis in slog
Upodobljen je Uporni suženj, ki se poskuša osvoboditi okovov, ki mu držijo roke za hrbtom, izkrivlja trup in zvija glavo. Vtis, ki bi prispeval k prostorski podobi spomenika je bil, da se je z dvignjeno ramo in kolenom pomikal proti gledalcu.
Ikonografski pomen obeh figur je verjetno povezan z motivom ujetnika v rimski umetnosti; pravzaprav jih je Giorgio Vasari opredelil kot poosebitve provinc, ki jih je nadzoroval Julij II. Za Ascanio Condivija pa so simbolizirali umetnost, ujeto po papeževi smrti. Zlasti Uporni suženj bi lahko špekulativno predstavljal kiparstvo ali arhitekturo. Predlagani so tudi drugi pomeni simbolne in filozofske narave ter nekateri, povezani z Michelangelovim osebnim življenjem in njegovimi mukami.
S slogovnega vidika temeljita na antičnih modelih, zlasti helenistični skulpturi, na primer skulpturi  Laokoontova skupina, odkriti leta 1506 in takrat v Michelangelovi lasti, pa tudi kiparskim frizom na slavolokih v Rimu in upodobitvah svetega Boštjana.